# スポーツカー・インターナショナル
スポーツカー・インターナショナル誌(Sports Car International)は、スポーツカーにフォーカスしたアメリカ合衆国の自動車情報誌である。

## 概要
エンスージアスト読者志向であり、辛口の批評で有名。スポーツカー、レース、自動車の歴史に関して詳しい。
エディターであるジェイ・ラムは、オートウィーク誌(Autoweek)を含む他の出版で仕事をした後、米国でのマツダ・ミアータ（Mazda Miata:マツダ・ロードスター）の書籍も著している。
2004年に、1960年代からの歴代ベスト・スポーツカーを選出している。